# Бриз, Дэвид
Дэвид Бриз (англ. David John Breeze; род. 25 июля 1944, Англия) — британо-шотландский ученый, археолог, специалист по Римской империи и в особенности по валу Адриана. Доктор философии (1970), профессор.
Отмечен Kenyon Medal (2021).
OBE. Археолог 2009 года по версии Current Archaeology. Также отмечен European Archaeological Heritage Prize (2010).
Учился у Eric Birley, пробудившего у него интерес к археологии; другим его учителем стал Brian Dobson (archaeologist).
Степень доктора философии получил в Даремском университете в 1970 году. Член Лондонского общества древностей (1975).
Председатель British Archaeological Awards.
С 2009 года в отставке.
Почетный профессор университетов Дарема, Эдинбурга, Ньюкасла и Стерлинга. Почётный доктор Университета Глазго (2008).
Соавтор монографии Hadrian’s Wall (1976). Также автор книги Hadrian’s Wall: The Paintings of the Richardson Family in Carlisle.
В 2021 году Британская академия отметила заслуги учёного наградив его медалью Кеньона.